# 第21届中国金鸡百花电影节

电影节会徽

第21届金鸡百花电影节于2012年9月26日-9月29日在浙江省绍兴市举行，绍兴籍演员江一燕担任形象大使。颁奖典礼于9月29日晚举行，涂经纬和陶晶莹主持。本届电影节主题语为“诗与画的绍兴，你和我的电影”，节徽为“一朵盛放的兰花”，吉祥物为“江小南”。

## 参展影片

### 民族电影展
于9月25日在绍兴鲁迅影城开幕，本单元展映八部影片：
- 《天边》
- 《唐卡》
- 《行歌坐月》
- 《喀纳斯故事》
- 《歌行千里》
- 《绝代—末代女土司》
- 《寻找刘三姐》
- 《合欢树》

## 主要活动
1. 首届微电影大赛暨颁奖典礼
2. 电影节开幕式暨文艺晚会
3. 星光大道明星走秀地毯仪式
4. 第31届大众电影百花奖颁奖典礼暨闭幕式
5. 第31届大众电影百花奖提名奖颁奖典礼
6. 民族电影特展
7. 国产新片推介展映
8. 金鸡国际影展
9. 台湾电影回顾展
10. 香港经典爱情电影专题展
11. 庆祝中韩建交20周年韩国电影展
12. 中国电影论坛
13. 中国科技之光论坛
14. 中韩电影研讨会
15. 光影彩墨——首届电影节与书画家作品展
16. 纪念“新中国22大电影明星”诞生50周年专题纪录片新闻发布会
17. “金鸡百花杯”大中小学生影评大赛
18. 第21届中国金鸡百花电影节嘉宾评委采风
19. 第21届中国金鸡百花电影节招待酒会
20. 电影惠民月